# Contre-la-montre masculin des moins de 23 ans aux championnats du monde de cyclisme sur route 2015
 (novembre 2023).
Si vous disposez d'ouvrages ou d'articles de référence ou si vous connaissez des sites web de qualité traitant du thème abordé ici, merci de compléter l'article en donnant les références utiles à sa vérifiabilité et en les liant à la section « Notes et références ».
Navigation
Ponferrada 2014 Qatar 2016

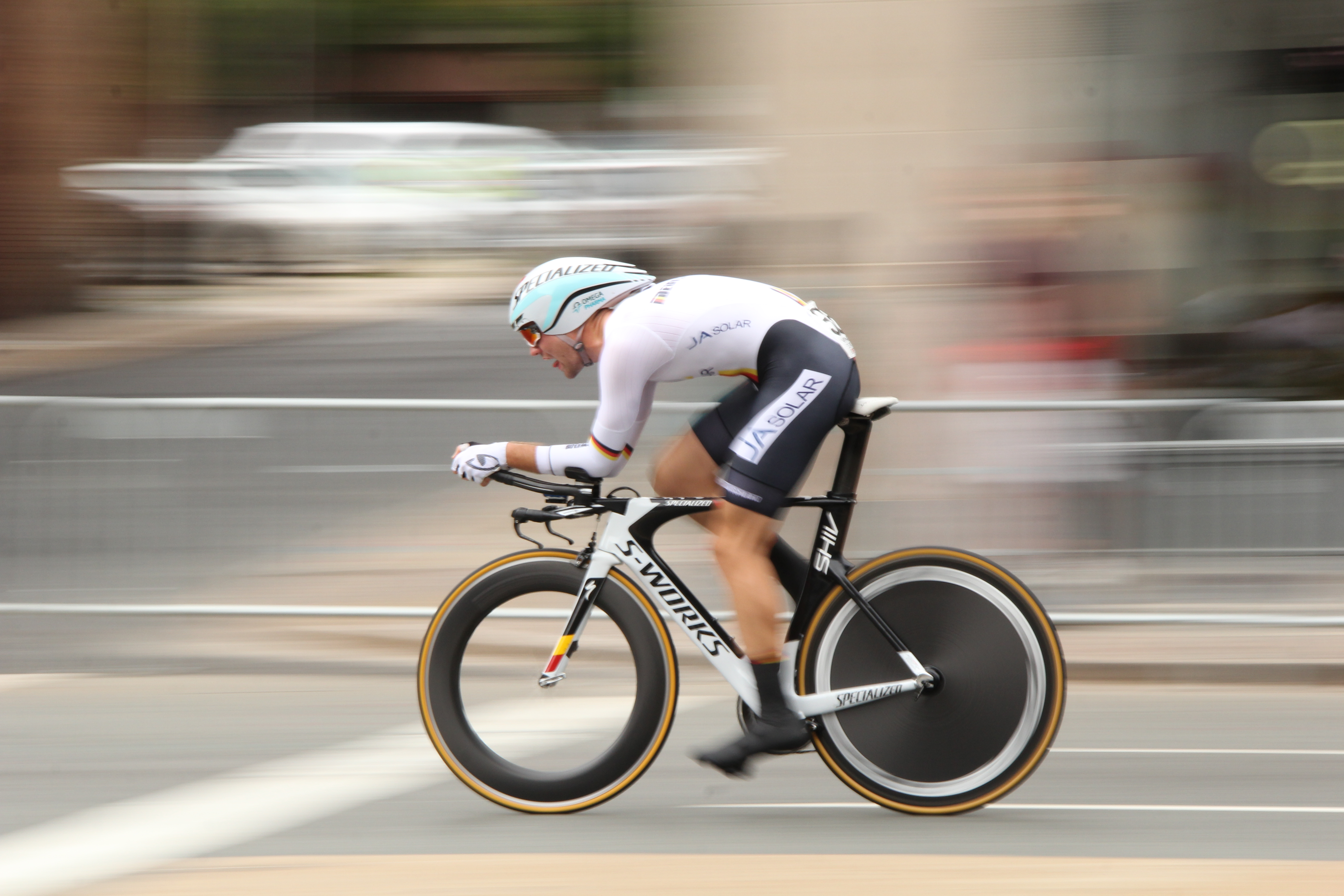
Maximilian Schachmann remporte la médaille d'argent

Le contre-la-montre masculin des moins de 23 ans aux championnats du monde de cyclisme sur route 2015 a eu lieu le 22 septembre 2014 à Richmond, en Virginie, aux États-Unis.

## Classement

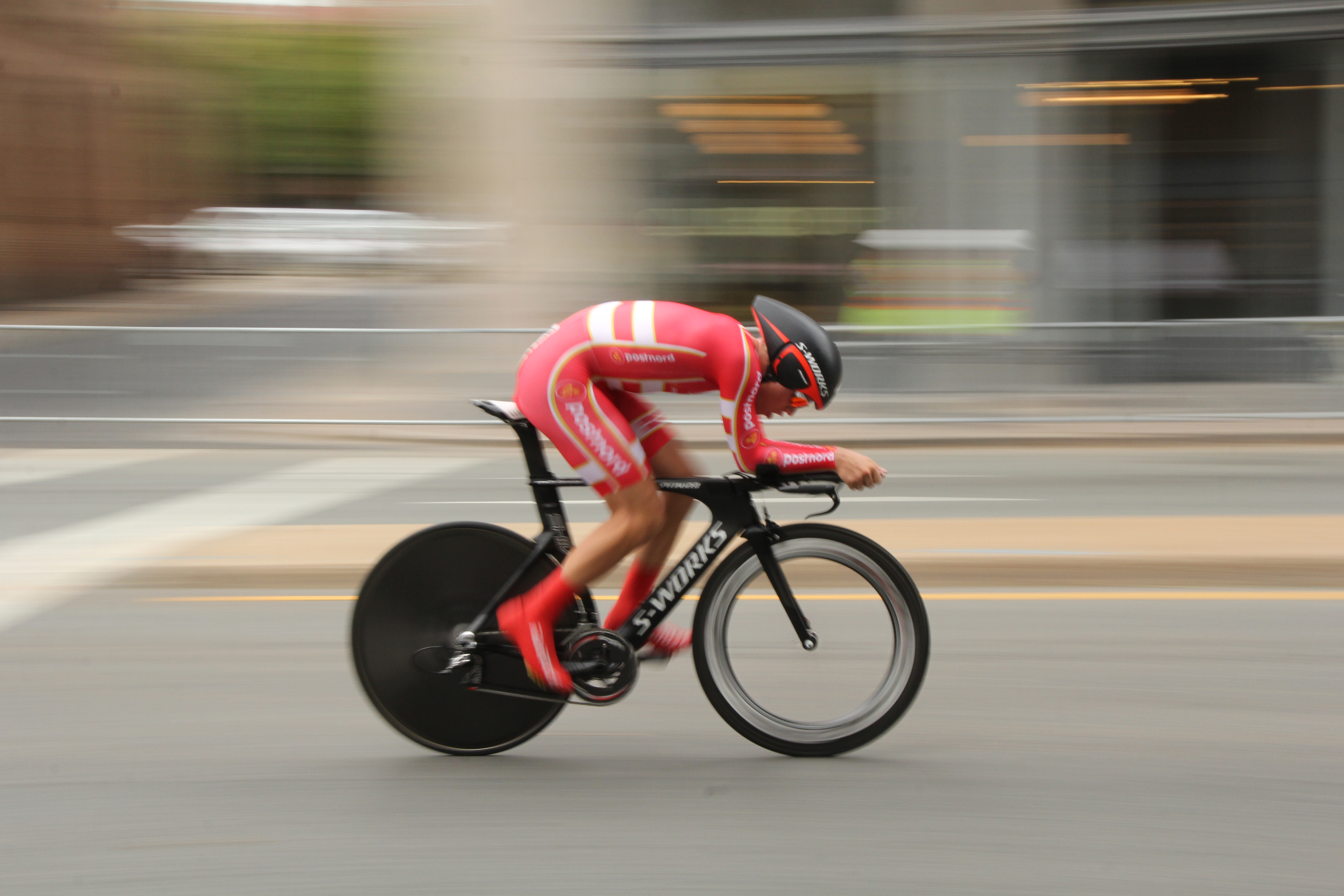
Mads Würtz Schmidt

|                           | Coureur                     | Pays              | Temps           |
| ------------------------- | --------------------------- | ----------------- | --------------- |
| Médaille d'or, monde      | Mads Würtz Schmidt          | Danemark          | 37 min 10 s 96  |
| Médaille d'argent, monde  | Maximilian Schachmann       | Allemagne         | + 12 s 20       |
| Médaille de bronze, monde | Lennard Kämna               | Allemagne         | + 21 s 2        |
| 4                         | Truls Engen Korsæth         | Norvège           | + 36 s 10       |
| 5                         | Owain Doull                 | Royaume-Uni       | + 36 s 25       |
| 6                         | James Oram                  | Nouvelle-Zélande  | + 37 s 48       |
| 7                         | Miles Scotson               | Australie         | + 40 s 52       |
| 8                         | Théry Schir                 | Suisse            | + 41 s 13       |
| 9                         | Marlen Zmorka               | Ukraine           | + 42 s 68       |
| 10                        | Daniel Eaton                | États-Unis        | + 43 s 93       |
| 11                        | Ryan Mullen                 | Irlande           | + 49 s 99       |
| 12                        | Davide Martinelli           | Italie            | + 58 s 3        |
| 13                        | Filippo Ganna               | Italie            | + 59 s 88       |
| 14                        | Steven Lammertink           | Pays-Bas          | + 1 min 3 s 92  |
| 15                        | Marcus Fåglum               | Suède             | + 1 min 11 s 40 |
| 16                        | Søren Kragh Andersen        | Danemark          | + 1 min 18 s 53 |
| 17                        | Nathan Van Hooydonck        | Belgique          | + 1 min 26 s 19 |
| 18                        | José Luis Rodríguez Aguilar | Chili             | + 1 min 27 s 84 |
| 19                        | Gregory Daniel              | États-Unis        | + 1 min 30 s 76 |
| 20                        | Sean Mackinnon              | Canada            | + 1 min 36 s 10 |
| 21                        | Merhawi Kudus               | Érythrée          | + 1 min 42 s 43 |
| 22                        | Stepan Astafyev             | Kazakhstan        | + 1 min 45 s 54 |
| 23                        | Marc Fournier               | France            | + 1 min 45 s 87 |
| 24                        | Krists Neilands             | Lettonie          | + 1 min 46 s 42 |
| 25                        | Josef Černý                 | Tchéquie          | + 1 min 47 s 20 |
| 26                        | Tom Wirtgen                 | Luxembourg        | + 1 min 48 s 72 |
| 27                        | Ignacio Prado               | Mexique           | + 1 min 50 s 92 |
| 28                        | Nikolay Cherkasov           | Russie            | + 1 min 53 s 70 |
| 29                        | Gregor Mühlberger           | Autriche          | + 1 min 57 s 72 |
| 30                        | Ruben Pols                  | Belgique          | + 1 min 59 s 28 |
| 31                        | Michal Schlegel             | Tchéquie          | + 2 min 6 s 86  |
| 32                        | Nicholas Dlamini            | Afrique du Sud    | + 2 min 13 s 40 |
| 33                        | Alexander Cataford          | Canada            | + 2 min 17 s 14 |
| 34                        | Scott Davies                | Royaume-Uni       | + 2 min 19 s 69 |
| 35                        | Jhonatan Ospina             | Colombie          | + 2 min 28 s 42 |
| 36                        | Jhonatan Restrepo           | Colombie          | + 2 min 31 s 9  |
| 37                        | Morne van Niekerk           | Afrique du Sud    | + 2 min 32 s 24 |
| 38                        | Edward Dunbar               | Irlande           | + 2 min 34 s 55 |
| 39                        | Roman Kustadinchev          | Russie            | + 2 min 39 s 34 |
| 40                        | Oleg Zemlyakov              | Kazakhstan        | + 2 min 55 s 22 |
| 41                        | Adil Barbari                | Algérie           | + 2 min 57 s 87 |
| 42                        | Anass Aït El Abdia          | Maroc             | + 3 min 8 s 21  |
| 43                        | Min Kyeong-ho               | Corée du Sud      | + 3 min 14 s 18 |
| 44                        | Erdenebat Altan-ochir       | Mongolie          | + 4 min 18 s 35 |
| 45                        | Xabier San Sebastián        | Espagne           | + 4 min 24 s 69 |
| 46                        | Abderrahmane Mansouri       | Algérie           | + 4 min 30 s 97 |
| 47                        | Bonaventure Uwizeyimana     | Rwanda            | + 4 min 32 s 85 |
| 48                        | Valens Ndayisenga           | Rwanda            | + 4 min 48 s 10 |
| 49                        | Atsushi Oka                 | Japon             | + 5 min 20 s 89 |
| 50                        | Yūma Koishi                 | Japon             | + 5 min 29 s 25 |
|                           | Andrej Petrovski            | Macédoine du Nord | DNS             |
|                           | Amanuel Gebrezgabihier      | Érythrée          | DNS             |